# Нова Діброва (Лубенський район)
Нова́ Дібро́ва —  село в Україні, у Чорнухинській селищній громаді Лубенського району Полтавської області. Населення становить 102 осіб. До 2018 орган місцевого самоврядування — Вороньківська сільська рада.

## Населення

### Мова
Розподіл населення за рідною мовою за даними :
| Мова       | Кількість | Відсоток |
| ---------- | --------- | -------- |
| українська | 102       | 100%     |

## Географія
Село Нова Діброва знаходиться за 1,5 км від села Яцюкове. По селу протікає пересихаючий струмок з загатою. Поруч проходить автомобільна дорога Р60.